# Mengabril
Mengabril  est une commune et une localité espagnole située en Estrémadure dans la province de Badajoz.

## Situation
Mengabril est sous la juridiction de Don Benito dans la comarque de Vegas Altas (en). 
La commune longe la rive gauche du río Ortiga (es) et fait partie du bassin versant du Guadiana. Elle  se trouve à environ 4 km au sud de Medellín et 7 km au sud-ouest de Don Benito.

## Histoire
D'abord simple village du comté de Medellín, Mengabril obtient en 1737 le statut de « ville exempte ».
La ville s'est longtemps distinguée pour son importante production d'ail.
L'église paroissiale date du XVe siècle.
La commune a 498 habitants en 2020.